# Vera Macht

Vera Macht im Kulturzentrum Ostpreußen Ellingen, 21. November 1999

Vera Macht (* 25. Oktober 1920 in Rostken (Kreis Johannisburg); † 24. September 2020 in Rom) war eine deutsche Malerin. Seit dem Ende des Zweiten Weltkrieges lebte sie in Italien.

## Leben
Vera Macht war Tochter des Bauingenieurs Robert Macht und seiner Frau Katharina aus Saratow, die in Moskau Philosophie studiert hatte. Die Familie lebte in Straßburg und musste 1920 die Stadt verlassen, weil sie sich nach dem Ersten Weltkrieg nicht für ein Leben in Frankreich entscheiden wollten. Sie gingen nach Ostpreußen, in die Heimat von Robert Macht. Dort lebten sie sieben Jahre lang in einer Notwohnung, in der Vera Macht zur Welt kam. Als Vera Macht sieben Jahre alt war, zogen ihre Eltern nach Ortelsburg.
Ihre Kindheit und Jugend verlebte Vera Macht in Ortelsburg, wo sie das Ortulf-Lyzeum besuchte. Nach dem Abitur studierte sie in Königsberg Biologie und Kunstwissenschaft. Dann ging sie nach Paris und anschließend nach Rom, wo sie bei Pietro Gaudenzi und Carlo Siviero an der Kunstakademie ihre Studien fortsetzte. Vera Macht, die bereits Französisch und Russisch sprach, lernte dazu in Perugia Italienisch.
Sie lebte in Rom und flüchtete von dort mit ihrem italienischen Ehemann, dem Sizilianer Giuseppe Minardo, Kunstmaler und Lehrer an der Kunstakademie in Rom, vor den herannahenden Alliierten nach Ostpreußen. Von dort floh sie vor der Roten Armee mit ihrem Mann und dem inzwischen geborenen Sohn Giovanni 1944 wieder zurück nach Italien. Dabei kam ihr fünfmonatiger Sohn bei einem Tieffliegerangriff ums Leben.
Ihre Eltern lebten nach dem Krieg in Bad Mergentheim. Dadurch kam die Ausstellung in der Partnerstadt in Japan zustande.
Sie malte unter anderem die Kaiserin von Japan, Jimi Hendrix, George Soros, Vittorio Biagi, Georg Solti, Stefania Minardo sowie Hassanal Bolkiah, den Sultan von Brunei sowie eine sogenannte Bernsteinserie mit wichtigen Persönlichkeiten Ostpreußens.  Sie malte auch Landschaften.  1966 wurde sie während des Dante-Jubiläums von Papst Paul VI. empfangen und erhielt die Goldmedaille für das Gemälde Dante im Gedanken an Paul VI.
Ihre Gemälde werden unter anderem im Museum von Verona, der Akademie von Paestum, der Byzantinischen Akademie von Athen, dem Kulturzentrum von Melbourne, dem Yamanashi Prefectural Museum of Art, Kofu, Japan und dem Rathaus von Isawa (Japan) ausgestellt.

## Ehrungen
1974 wurde Macht als einzige Frau unter den Kunstmalern in die Accademia Tiberina aufgenommen und zum Ehrenmitglied ernannt.

## Werke (Auswahl)
- Kopie der Schwarzen Mutter Gottes, 1979 an Papst Johannes Paul II. überreicht[8]
- Tiberbrücke in Rom
- Maiskolben im Wind
- Morgen in Cannes
- Pinien von Rom
- Bernsteinzimmer
- Dante im Gedanken an Paul VI.

## Ausstellungen (Auswahl)
- 1982: Bonn[9]
- 1993: Isawa, Japan[10]
- 1995: Sparta, Sainopoulos-Stiftung, Griechenland[6]
- 1999: Düsseldorf[11]
- 1999: Kulturzentrum Ostpreußen Ellingen – „Vera Macht – eine ostpreußische Malerin“[12]
- 2002: Ortelsburg – Vera Macht und junge Talente – „Unsere Stadt in den Augen deutscher Kinder“[4]